# Amore e guerra (Massimo Bubola)
Amore e guerra è il settimo album del cantautore italiano Massimo Bubola, pubblicato nel 1996.

## Descrizione
Per la prima volta Bubola decide di reinterpretare alcune canzoni che aveva scritto, nel corso degli anni, per altri artisti, unendole a reinterpretazioni di brani dei suoi album precedenti: nel dettaglio, Camicie rosse era stata portata al successo da Fiorella Mannoia, Johnny lo zingaro e Eurialo e Niso dai Gang (la prima in Le radici e le ali e la seconda in Storie d'Italia, disco prodotto dallo stesso Bubola), mentre Fiume Sand Creek (qui in una versione "atmosferica"), Quello che non ho, Sally, Andrea e Don Raffaè erano frutto della collaborazione con Fabrizio De André, mentre Spezzacuori era stata interpretata da Dori Ghezzi e incisa come lato B del 7" Nessuno mai più.
Completano il disco Marabel, che in origine era stata incisa nell'omonimo album, e Tre rose, dal disco omonimo; Un angelo in meno è invece una canzone inedita.
L'album è registrato negli studi Highland di Milano nei mesi di luglio, agosto e settembre 1993; il tecnico del suono è Dario Caglioni, mentre i missaggi sono effettuati da Pino Pischetola negli studi Stonehenge di Peschiera Borromeo nel mese di ottobre dello stesso anno.
La copertina raffigura tre chitarre appoggiate l'una sull'altra, fotografate da Fabio Nosotti.
Tra i musicisti che collaborano al disco figurano Carlo Facchini, Giorgio Cordini e Mauro Pagani.

## Tracce
1. Marabel – 3:34
2. Johnny lo zingaro – 4:37
3. Fiume Sand Creek – 6:10
4. Quello che non ho – 3:53
5. Un angelo in meno – 4:07
6. Sally – 3:46
7. Spezzacuori – 4:14
8. Andrea – 5:47
9. Eurialo e Niso – 5:25
10. Camicie rosse – 6:54
11. Tre rose – 3:28
12. Don Raffaè – 6:47

Durata totale: 58:42

## Formazione
- Massimo Bubola – voce, chitarra elettrica, chitarra acustica, armonica a bocca
- Giorgio Cordini – chitarra elettrica, chitarra acustica, mandolino
- Max Gabanizza – basso
- Joe Damiani – batteria, percussioni
- Claudio Bazzari – chitarra elettrica, pedal steel guitar, dobro
- Giovanni Boscariol – pianoforte, organo Hammond, fisarmonica
- Carlo Facchini – organo Hammond, cori
- Mauro Pagani – violino in Andrea
- Marta Cordini – seconda voce in Un angelo in meno